# Daniel Prodan
Daniel Prodan (Szatmárnémeti, 1972. március 23. – Voluntari, 2016. november 16.) válogatott román labdarúgó, hátvéd.

## Pályafutása

### Klubcsapatban
1991-92-ben az Olimpia Satu Mare labdarúgója volt. 1992 és 1996 között a Steaua București csapatában szerepelt, ahol öt bajnoki címet és két román kupa győzelmet ért el az együttessel. 1997-ben a spanyol Atlético Madridhoz szerződött, ahol másfél idényen át játszott, de 1998-ban súlyos térdsérülést szenvedett. Hamis papírokkal adták el a skót Rangers csapatának, ahol egyszer sem lépett pályára. Közben, 2000-ben kölcsönben a Steaua keretének a tagja volt, de sérülése nem engedte játszani. 2000-01-ben a Rocar București együttesében szerepelt öt mérkőzésen kölcsön játékosként. 2001-ben megszűnt a szerződése a Rangers-szel és a Naţional București játékosa lett. 2002-ben az olasz, másodosztályú ACR Messina csapatában próbálkozott, de csak pár mérkőzésen jutott szóhoz, sérült térde nem bírta a terhelést. Visszatért a bukaresti Naţionalhoz és 2003-ban itt fejezte be az aktív labdarúgást.

### A válogatottban
1993 és 2001 között 54 alkalommal szerepelt a román válogatottban és egy gólt szerzett. Részt vett az 1994-es Egyesült Államokbeli világbajnokságon és az 1996-os angliai Európa-bajnokságon.

### Edzőként
2006-ban a román U21-es válogatott vezetőedzője volt.

## Sikerei, díjai
Steaua București
- Román bajnokság
  - bajnok (5): 1992–93, 1993–94, 1994–95, 1995–96, 1996–97
- Román kupa
  - győztes (2): 1996, 1997